# Picumnus dorbignyanus
El carpinterito boliviano o carpinterito ocelado (Picumnus dorbignyanus) es una especie de ave piciforme de la familia de los pájaros carpinteros (Picidae). El nombre científico de la especie conmemora al naturalista francés Alcide d'Orbigny.

## Subespecies
- Picumnus dorbignyanus dorbignyanus (Lafresnaye, 1845)
- Picumnus dorbignyanus jelskii (Taczanowski, 1882)

## Localización
Se encuentra en Bolivia, Argentina y Perú.